# ザ・ディランII
ザ・ディランII（ザ・ディラン・セカンド 1971年 - 1974年）は、大塚まさじ（メインヴォーカル・ギター）と永井洋（リードギター・サイドヴォーカル）のフォークデュオ。あるいはバンド。

## 略歴
最初期は1960年代末の大阪のフォーク喫茶「ディラン」に集まった西岡恭蔵、大塚まさじ、永井洋の3人を中心としたフォークソング集団だったのだが、3人編成のグループ「ザ・ディラン」としての活動が、中心となってゆく。（URCに残された音源には、西岡恭蔵リードボーカルによるライヴ音源が残されている。）「フォークキャンプ」や「中津川フォークジャンボリー」などのイベントに出演。1971年頃に岡林信康とはっぴいえんどのレコーディングがキャンセルになった穴埋めに「スタジオ代がもったいないから、遊びにこい」と大塚だけ呼び出され遊びでレコーディングしたものをレコード化すると言われたため、きちんとレコーディングしたいとなったが、一番音楽をやりたがっていた西岡が家業の事情でプロになることはできず脱退する形となり、大塚まさじと永井洋の2人編成「ザ・ディランII」となる。1971年、ボブ・ディラン「アイ・シャル・ビー・リリースト」を日本語に訳して「男らしいってわかるかい」をファーストシングルとして発売。1971年7月、「プカプカ」（ジャズシンガーの安田南に捧げられた曲）リリース（この曲の初リリース）。残された音源には時期により、バンド色の強いサウンドとフォークデュオ色の強いサウンドがアルバム、ライヴにおいて存在する。
1971年より福岡風太主催の大阪の名物コンサート「春一番」が開催され、コンサートの看板グループとして活動。いとうたかおなどが共演。
1972年、高石ともやらが設立したURCよりファーストアルバム『きのうの思い出に別れをつげるんだもの』を発表する。西岡恭蔵作の「プカプカ」がヒット。また大塚まさじによる「子供たちの朝」（「ピストル魔の少年」こと永山則夫に捧げられた）、ボブ・ディランの「アイ・シャル・ビー・リリースト」の日本語カバー「男らしいってわかるかい」も話題となった。ロック色が強かったため、「東のはっぴいえんど、西のザ・ディランII」などと対比される。西岡恭蔵も同年にソロアルバム『ディランにて』でデビューしている。
友部正人、なぎらけんいち、斉藤哲夫、三上寛（4組とも生まれは関西出身ではない）、加川良、西岡恭蔵らとともに高石ともや、岡林信康、高田渡、中川五郎らに代わる新しい世代の関西フォークの担い手として注目を浴びる。
1973年、URCよりアコースティックサウンドを強調したセカンドアルバム『SECOND』を発表する。シンガーズ・スリーによるコーラスや駒沢裕城によるペダルスティール・ギターなど繊細な音作りとなっている。
また1974年に三浦光紀のベルウッドより、西岡恭蔵（作詞作曲、サイドギター）、長田タコヤキ（スチールギター）、佐藤博（キーボード）や、魔矢イタル（高橋イタル）など「ディラン」時代のメンバーを集結して行ったセッショングループ「オリジナル・ザ・ディラン」によるバラエティーに富んだアルバム『悲しみの街』を発表。メンバーから「鈴木茂とハックルバック」のメンバーを輩出。
同年ベルウッドよりラストアルバムとなるスタジオ録音『さようなら～この世を悲しむ風来坊に捧ぐ～』を発表。細野晴臣のファーストアルバム『HOSONO HOUSE』収録「恋は桃色」、高橋照幸による休みの国『休みの国／岡林信康リサイタル』『休みの国』（1972年のベストアルバム）収録の「追放の唄」（永井洋がリードヴォーカル）、中塚正人の「風景」など秀逸なカバーソングが収録されている。
知己であったソー・バッド・レビューの石田長生やウエスト・ロード・ブルース・バンドの塩次伸二など関西のミュージシャンがこぞって参加し、バンドとしてのロック色を取り入れた濃い音作りをしている。また「ホーボーズ・コンサート」などの音源や、1989年の編集ライヴ盤などが発表。
1975年晩期のザ・ディランIIのライヴを記録した『時は過ぎて～ザ・ディランIIライヴ～』発表。
1998年にリリースされたKURO（西岡恭蔵夫人）のトリビュートアルバム『KUROちゃんをうたう/トリビュート・アルバム』で久々にザ・ディランII名義で参加。

## ディスコグラフィ

### シングル
| 発売日         | 面          | タイトル                     | 作詞                           | 作曲        | 規格        | 規格品番    |
| URCレコード    | URCレコード | URCレコード                  | URCレコード                    | URCレコード | URCレコード | URCレコード |
| -------------- | ----------- | ---------------------------- | ------------------------------ | ----------- | ----------- | ----------- |
| 1971年7月      | A           | 男らしいってわかるかい       | Bob Dylan 訳：大塚まさじ、ピロ | Bob Dylan   | EP          | URT-0055    |
| 1971年7月      | B           | プカプカ（みなみの不演不唱） | 象狂象                         | 象狂象      | EP          | URT-0055    |
| 1972年10月25日 | A           | 僕の街                       | 大塚まさじ                     | 大塚まさじ  | EP          | URT-0071    |
| 1972年10月25日 | B           | ガムをかんで                 | 大塚まさじ                     | 大塚まさじ  | EP          | URT-0071    |

### アルバム

#### オリジナル・アルバム
| 発売日               | アルバム | レーベル             | 規格        | 規格品番    | 備考                       |
| URCレコード          | URCレコード | URCレコード          | URCレコード | URCレコード | URCレコード                |
| -------------------- | --- | -------------------- | ----------- | ----------- | -------------------------- |
| 1972年4月10日        | きのうの思い出に別れをつげるんだもの Side:A 1. 君の窓から（3:22） 2. 子供達の朝（5:19） 3. その時（4:07） 4. 君をおもいうかべ（4:35） 5. 男らしいってわかるかい（4:34） Side:B 1. プカプカ (みなみの不演不唱)（5:30） 2. さみしがりや（4:19） 3. 君はきままに（1:46） 4. うそつきあくま（5:59） 5. サーカスにはピエロが（5:11） 6. 満鉄小唄 (Hidden Track) | URC                  | LP          | URG-4010    |                            |
| 1977年               | きのうの思い出に別れをつげるんだもの Side:A 1. 君の窓から（3:22） 2. 子供達の朝（5:19） 3. その時（4:07） 4. 君をおもいうかべ（4:35） 5. 男らしいってわかるかい（4:34） Side:B 1. プカプカ (みなみの不演不唱)（5:30） 2. さみしがりや（4:19） 3. 君はきままに（1:46） 4. うそつきあくま（5:59） 5. サーカスにはピエロが（5:11） 6. 満鉄小唄 (Hidden Track) | URC                  | LP          | UX-8012     |                            |
| 1980年               | きのうの思い出に別れをつげるんだもの Side:A 1. 君の窓から（3:22） 2. 子供達の朝（5:19） 3. その時（4:07） 4. 君をおもいうかべ（4:35） 5. 男らしいってわかるかい（4:34） Side:B 1. プカプカ (みなみの不演不唱)（5:30） 2. さみしがりや（4:19） 3. 君はきままに（1:46） 4. うそつきあくま（5:59） 5. サーカスにはピエロが（5:11） 6. 満鉄小唄 (Hidden Track) | SMS Records          | LP          | SM20-4128   |                            |
| 1987年10月21日       | きのうの思い出に別れをつげるんだもの Side:A 1. 君の窓から（3:22） 2. 子供達の朝（5:19） 3. その時（4:07） 4. 君をおもいうかべ（4:35） 5. 男らしいってわかるかい（4:34） Side:B 1. プカプカ (みなみの不演不唱)（5:30） 2. さみしがりや（4:19） 3. 君はきままに（1:46） 4. うそつきあくま（5:59） 5. サーカスにはピエロが（5:11） 6. 満鉄小唄 (Hidden Track) | SMS Records          | CD          | MD30-4128   |                            |
| 1989年10月25日       | きのうの思い出に別れをつげるんだもの Side:A 1. 君の窓から（3:22） 2. 子供達の朝（5:19） 3. その時（4:07） 4. 君をおもいうかべ（4:35） 5. 男らしいってわかるかい（4:34） Side:B 1. プカプカ (みなみの不演不唱)（5:30） 2. さみしがりや（4:19） 3. 君はきままに（1:46） 4. うそつきあくま（5:59） 5. サーカスにはピエロが（5:11） 6. 満鉄小唄 (Hidden Track) | ポニー・キャニオン   | CD          | H20K-25036  |                            |
| 1995年6月16日        | きのうの思い出に別れをつげるんだもの Side:A 1. 君の窓から（3:22） 2. 子供達の朝（5:19） 3. その時（4:07） 4. 君をおもいうかべ（4:35） 5. 男らしいってわかるかい（4:34） Side:B 1. プカプカ (みなみの不演不唱)（5:30） 2. さみしがりや（4:19） 3. 君はきままに（1:46） 4. うそつきあくま（5:59） 5. サーカスにはピエロが（5:11） 6. 満鉄小唄 (Hidden Track) | 東芝EMI              | CD          | TOCT-8960   |                            |
| 1998年9月30日        | きのうの思い出に別れをつげるんだもの Side:A 1. 君の窓から（3:22） 2. 子供達の朝（5:19） 3. その時（4:07） 4. 君をおもいうかべ（4:35） 5. 男らしいってわかるかい（4:34） Side:B 1. プカプカ (みなみの不演不唱)（5:30） 2. さみしがりや（4:19） 3. 君はきままに（1:46） 4. うそつきあくま（5:59） 5. サーカスにはピエロが（5:11） 6. 満鉄小唄 (Hidden Track) | 東芝EMI              | CD          | TOCT-10464  |                            |
| 2002年10月9日        | きのうの思い出に別れをつげるんだもの Side:A 1. 君の窓から（3:22） 2. 子供達の朝（5:19） 3. その時（4:07） 4. 君をおもいうかべ（4:35） 5. 男らしいってわかるかい（4:34） Side:B 1. プカプカ (みなみの不演不唱)（5:30） 2. さみしがりや（4:19） 3. 君はきままに（1:46） 4. うそつきあくま（5:59） 5. サーカスにはピエロが（5:11） 6. 満鉄小唄 (Hidden Track) | avex.io              | CD          | IOCD-40030  |                            |
| 2005年3月16日        | きのうの思い出に別れをつげるんだもの Side:A 1. 君の窓から（3:22） 2. 子供達の朝（5:19） 3. その時（4:07） 4. 君をおもいうかべ（4:35） 5. 男らしいってわかるかい（4:34） Side:B 1. プカプカ (みなみの不演不唱)（5:30） 2. さみしがりや（4:19） 3. 君はきままに（1:46） 4. うそつきあくま（5:59） 5. サーカスにはピエロが（5:11） 6. 満鉄小唄 (Hidden Track) | avex.io              | CD          | IOCD-40087  |                            |
| 2009年5月20日        | きのうの思い出に別れをつげるんだもの Side:A 1. 君の窓から（3:22） 2. 子供達の朝（5:19） 3. その時（4:07） 4. 君をおもいうかべ（4:35） 5. 男らしいってわかるかい（4:34） Side:B 1. プカプカ (みなみの不演不唱)（5:30） 2. さみしがりや（4:19） 3. 君はきままに（1:46） 4. うそつきあくま（5:59） 5. サーカスにはピエロが（5:11） 6. 満鉄小唄 (Hidden Track) | ポニー・キャニオン   | HQCD        | PCCA-50118  |                            |
| 2018年3月21日        | きのうの思い出に別れをつげるんだもの Side:A 1. 君の窓から（3:22） 2. 子供達の朝（5:19） 3. その時（4:07） 4. 君をおもいうかべ（4:35） 5. 男らしいってわかるかい（4:34） Side:B 1. プカプカ (みなみの不演不唱)（5:30） 2. さみしがりや（4:19） 3. 君はきままに（1:46） 4. うそつきあくま（5:59） 5. サーカスにはピエロが（5:11） 6. 満鉄小唄 (Hidden Track) | ポニー・キャニオン   | LP          | PCJA-00076  |                            |
| 2018年3月21日        | きのうの思い出に別れをつげるんだもの Side:A 1. 君の窓から（3:22） 2. 子供達の朝（5:19） 3. その時（4:07） 4. 君をおもいうかべ（4:35） 5. 男らしいってわかるかい（4:34） Side:B 1. プカプカ (みなみの不演不唱)（5:30） 2. さみしがりや（4:19） 3. 君はきままに（1:46） 4. うそつきあくま（5:59） 5. サーカスにはピエロが（5:11） 6. 満鉄小唄 (Hidden Track) | ポニー・キャニオン   | CT          | PCTA-00291  |                            |
| 2020年3月4日         | きのうの思い出に別れをつげるんだもの Side:A 1. 君の窓から（3:22） 2. 子供達の朝（5:19） 3. その時（4:07） 4. 君をおもいうかべ（4:35） 5. 男らしいってわかるかい（4:34） Side:B 1. プカプカ (みなみの不演不唱)（5:30） 2. さみしがりや（4:19） 3. 君はきままに（1:46） 4. うそつきあくま（5:59） 5. サーカスにはピエロが（5:11） 6. 満鉄小唄 (Hidden Track) | ポニー・キャニオン   | CD          | PCCA-04922  |                            |
| 1973年5月5日         | SECOND Side:A 1. ガムをかんで（4:35） 2. 茶色い帽子（4:23） 3. 君はきっと（4:50） 4. 君住む街（4:15） Side:B 1. こいのぼり（5:18） 2. パラソルさして（5:34） 3. 夕映え（1:08） 4. 悲しみは果たしなく（3:16） 5. すてきな季節に（4:47） | URC                  | LP          | URG-4020    |                            |
| 1977年               | SECOND Side:A 1. ガムをかんで（4:35） 2. 茶色い帽子（4:23） 3. 君はきっと（4:50） 4. 君住む街（4:15） Side:B 1. こいのぼり（5:18） 2. パラソルさして（5:34） 3. 夕映え（1:08） 4. 悲しみは果たしなく（3:16） 5. すてきな季節に（4:47） | URC                  | LP          | UX-8017     |                            |
| 1980年               | SECOND Side:A 1. ガムをかんで（4:35） 2. 茶色い帽子（4:23） 3. 君はきっと（4:50） 4. 君住む街（4:15） Side:B 1. こいのぼり（5:18） 2. パラソルさして（5:34） 3. 夕映え（1:08） 4. 悲しみは果たしなく（3:16） 5. すてきな季節に（4:47） | SMS Records          | LP          | SM20-4129   |                            |
| 1989年10月25日       | SECOND Side:A 1. ガムをかんで（4:35） 2. 茶色い帽子（4:23） 3. 君はきっと（4:50） 4. 君住む街（4:15） Side:B 1. こいのぼり（5:18） 2. パラソルさして（5:34） 3. 夕映え（1:08） 4. 悲しみは果たしなく（3:16） 5. すてきな季節に（4:47） | ポニー・キャニオン   | CD          | H20K-25037  |                            |
| 1995年12月6日        | SECOND Side:A 1. ガムをかんで（4:35） 2. 茶色い帽子（4:23） 3. 君はきっと（4:50） 4. 君住む街（4:15） Side:B 1. こいのぼり（5:18） 2. パラソルさして（5:34） 3. 夕映え（1:08） 4. 悲しみは果たしなく（3:16） 5. すてきな季節に（4:47） | 東芝EMI              | CD          | TOCT-9296   |                            |
| 2003年3月5日         | SECOND Side:A 1. ガムをかんで（4:35） 2. 茶色い帽子（4:23） 3. 君はきっと（4:50） 4. 君住む街（4:15） Side:B 1. こいのぼり（5:18） 2. パラソルさして（5:34） 3. 夕映え（1:08） 4. 悲しみは果たしなく（3:16） 5. すてきな季節に（4:47） | avex.io              | CD          | IOCD-40045  |                            |
| 2015年11月25日       | SECOND Side:A 1. ガムをかんで（4:35） 2. 茶色い帽子（4:23） 3. 君はきっと（4:50） 4. 君住む街（4:15） Side:B 1. こいのぼり（5:18） 2. パラソルさして（5:34） 3. 夕映え（1:08） 4. 悲しみは果たしなく（3:16） 5. すてきな季節に（4:47） | GREENWOOD RECORDS    | HQCD        | GRCL-6061   |                            |
| ベルウッド・レコード | |                      |             |             |                            |
| 1974年4月            | 悲しみの街 ※ オリジナル・ザ・ディラン名義 Side:A 1. 悲しみの街（2:01） 2. 五番街の恋人（2:52） 3. ねえ君（2:25） 4. 魔女裁判（5:03） 5. ほら貝を語る（5:52） Side:B 1. 俺たちに明日はない（4:52） 2. 魔法の船で（5:15） 3. 悲しみを抱いた汽車（2:28） 4. 馬車曳き達の通る道（6:07）                                                                        | ベルウッド・レコード | LP          | OFL-24      |                            |
| 1990年7月21日        | 悲しみの街 ※ オリジナル・ザ・ディラン名義 Side:A 1. 悲しみの街（2:01） 2. 五番街の恋人（2:52） 3. ねえ君（2:25） 4. 魔女裁判（5:03） 5. ほら貝を語る（5:52） Side:B 1. 俺たちに明日はない（4:52） 2. 魔法の船で（5:15） 3. 悲しみを抱いた汽車（2:28） 4. 馬車曳き達の通る道（6:07）                                                                        | ベルウッド・レコード | CD          | KICS-2039   |                            |
| 2007年6月22日        | 悲しみの街 ※ オリジナル・ザ・ディラン名義 Side:A 1. 悲しみの街（2:01） 2. 五番街の恋人（2:52） 3. ねえ君（2:25） 4. 魔女裁判（5:03） 5. ほら貝を語る（5:52） Side:B 1. 俺たちに明日はない（4:52） 2. 魔法の船で（5:15） 3. 悲しみを抱いた汽車（2:28） 4. 馬車曳き達の通る道（6:07）                                                                        | SUPER FUJI DISCS     | CD          | FJSP-10     |                            |
| 2012年10月3日        | 悲しみの街 ※ オリジナル・ザ・ディラン名義 Side:A 1. 悲しみの街（2:01） 2. 五番街の恋人（2:52） 3. ねえ君（2:25） 4. 魔女裁判（5:03） 5. ほら貝を語る（5:52） Side:B 1. 俺たちに明日はない（4:52） 2. 魔法の船で（5:15） 3. 悲しみを抱いた汽車（2:28） 4. 馬車曳き達の通る道（6:07）                                                                        | ベルウッド・レコード | CD          | KICS-2577   | 2012年デジタルリマスター版 |
| 1974年9月25日        | さようなら～この世を悲しむ風来坊に捧ぐ～ Side:A 1. 僕の女王様（女王様の恋） 2. 妹のような君 3. 悲しみのセールスマン 4. 時は過ぎて 5. 風景 Side:B 1. 巻き毛の娘 2. 追放の唄 3. 道端の石 4. 恋は桃色 5. 今宵君と | ベルウッド・レコード | LP          | OFL-28      |                            |
| 1980年               | さようなら～この世を悲しむ風来坊に捧ぐ～ Side:A 1. 僕の女王様（女王様の恋） 2. 妹のような君 3. 悲しみのセールスマン 4. 時は過ぎて 5. 風景 Side:B 1. 巻き毛の娘 2. 追放の唄 3. 道端の石 4. 恋は桃色 5. 今宵君と | ベルウッド・レコード | LP          | SKM-7026    |                            |
| 1990年7月21日        | さようなら～この世を悲しむ風来坊に捧ぐ～ Side:A 1. 僕の女王様（女王様の恋） 2. 妹のような君 3. 悲しみのセールスマン 4. 時は過ぎて 5. 風景 Side:B 1. 巻き毛の娘 2. 追放の唄 3. 道端の石 4. 恋は桃色 5. 今宵君と | ベルウッド・レコード | CD          | KICS-2036   |                            |
| 2007年6月22日        | さようなら～この世を悲しむ風来坊に捧ぐ～ Side:A 1. 僕の女王様（女王様の恋） 2. 妹のような君 3. 悲しみのセールスマン 4. 時は過ぎて 5. 風景 Side:B 1. 巻き毛の娘 2. 追放の唄 3. 道端の石 4. 恋は桃色 5. 今宵君と | SUPER FUJI DISCS     | CD          | FJSP-11     |                            |
| 2012年10月3日        | さようなら～この世を悲しむ風来坊に捧ぐ～ Side:A 1. 僕の女王様（女王様の恋） 2. 妹のような君 3. 悲しみのセールスマン 4. 時は過ぎて 5. 風景 Side:B 1. 巻き毛の娘 2. 追放の唄 3. 道端の石 4. 恋は桃色 5. 今宵君と | ベルウッド・レコード | CD          | KICS-2582   | 2012年デジタルリマスター版 |

#### ライブ・アルバム
| 発売日        | アルバム | レーベル             | 規格 | 規格品番  | 備考                       |
| ------------- | --- | -------------------- | ---- | --------- | -------------------------- |
| 1975年5月10日 | 時は過ぎて～ザ・ディランIIライヴ～ Side:A 1. ガムをかんで 2. 子供達の朝 3. 茶色い帽子 4. 時は過ぎて 5. 君住む街 Side:B 1. プカ・プカ 2. 淋しがりや 3. その気になれば 4. 悲しみのセールスマン 5. こんな月夜に 6. サーカスにはピエロが | ベルウッド・レコード | LP   | OFL-32    |                            |
| 1980年        | 時は過ぎて～ザ・ディランIIライヴ～ Side:A 1. ガムをかんで 2. 子供達の朝 3. 茶色い帽子 4. 時は過ぎて 5. 君住む街 Side:B 1. プカ・プカ 2. 淋しがりや 3. その気になれば 4. 悲しみのセールスマン 5. こんな月夜に 6. サーカスにはピエロが | ベルウッド・レコード | LP   | SKM-7027  |                            |
| 1987年6月5日  | 時は過ぎて～ザ・ディランIIライヴ～ Side:A 1. ガムをかんで 2. 子供達の朝 3. 茶色い帽子 4. 時は過ぎて 5. 君住む街 Side:B 1. プカ・プカ 2. 淋しがりや 3. その気になれば 4. 悲しみのセールスマン 5. こんな月夜に 6. サーカスにはピエロが | ベルウッド・レコード | CD   | K30X-188  |                            |
| 2007年6月22日 | 時は過ぎて～ザ・ディランIIライヴ～ Side:A 1. ガムをかんで 2. 子供達の朝 3. 茶色い帽子 4. 時は過ぎて 5. 君住む街 Side:B 1. プカ・プカ 2. 淋しがりや 3. その気になれば 4. 悲しみのセールスマン 5. こんな月夜に 6. サーカスにはピエロが | SUPER FUJI DISCS     | CD   | FJSP-12   |                            |
| 2012年10月3日 | 時は過ぎて～ザ・ディランIIライヴ～ Side:A 1. ガムをかんで 2. 子供達の朝 3. 茶色い帽子 4. 時は過ぎて 5. 君住む街 Side:B 1. プカ・プカ 2. 淋しがりや 3. その気になれば 4. 悲しみのセールスマン 5. こんな月夜に 6. サーカスにはピエロが | ベルウッド・レコード | CD   | KICS-2585 | 2012年デジタルリマスター版 |
| 2017年9月20日 | 時は過ぎて～ザ・ディランIIライヴ～ Side:A 1. ガムをかんで 2. 子供達の朝 3. 茶色い帽子 4. 時は過ぎて 5. 君住む街 Side:B 1. プカ・プカ 2. 淋しがりや 3. その気になれば 4. 悲しみのセールスマン 5. こんな月夜に 6. サーカスにはピエロが | ベルウッド・レコード | HQCD | KICS-2639 |                            |

#### 参加作品
- 全日本フォーク・ジャンボリー 2 1971年　-　「サーカスにはピエロが」
- '72春一番コンサート・ライヴ　-　「僕の街」
- 春一番ライブ1972　-　「僕の街」
- '73春一番コンサート・ライヴ　-　「ガムをかんで」「茶色い帽子」「悲しみは果てしなく」「時は過ぎて」
- 春一番ライブ1973　-　「時は過ぎて」「ガムをかんで」「茶色い帽子」「悲しみは果てしなく」
- '74春一番コンサート・ライヴ　-　「悲しみのセールスマン」「俺達に明日はない」「女王様の恋」「男らしいってわかるかい」
- 春一番ライブ1974　-　「悲しみのセールスマン」「俺達に明日はない」「女王様の恋」「男らしいってわかるかい」

#### 企画
| 発売日        | アルバム | レーベル             | 規格 | 規格品番     | 備考 |
| ------------- | --- | -------------------- | ---- | ------------ | ---- |
| 2004年6月30日 | ザ・ディラン II BOX Box set ベルウッド・レコード既発アルバム 1. 悲しみの街 2. さようなら～この世を悲しむ風来坊に捧ぐ～ 3. 時は過ぎて～ザ・ディランIIライヴ～ をBOX化 | ベルウッド・レコード | CD   | BZCS-9033-35 |      |